# Taylor Nelson Sofres
Taylor Nelson Sofres (TNS) est un groupe international spécialisé dans les études marketing et dans les sondages d'opinion créé en 1997. Son siège social est basé à Londres et il fait partie de Kantar Media.
En 2005, les sociétés françaises de TNS sont TNS Sofres, TNS Media Intelligence, TNS Secodip et Louis Harris. TNS Ilres est leur filiale luxembourgeoise.